# Machiremisca decipiens
Machiremisca decipiens là một loài ruồi trong họ Asilidae. Machiremisca decipiens được Wiedemann miêu tả năm 1820.

## Hình ảnh

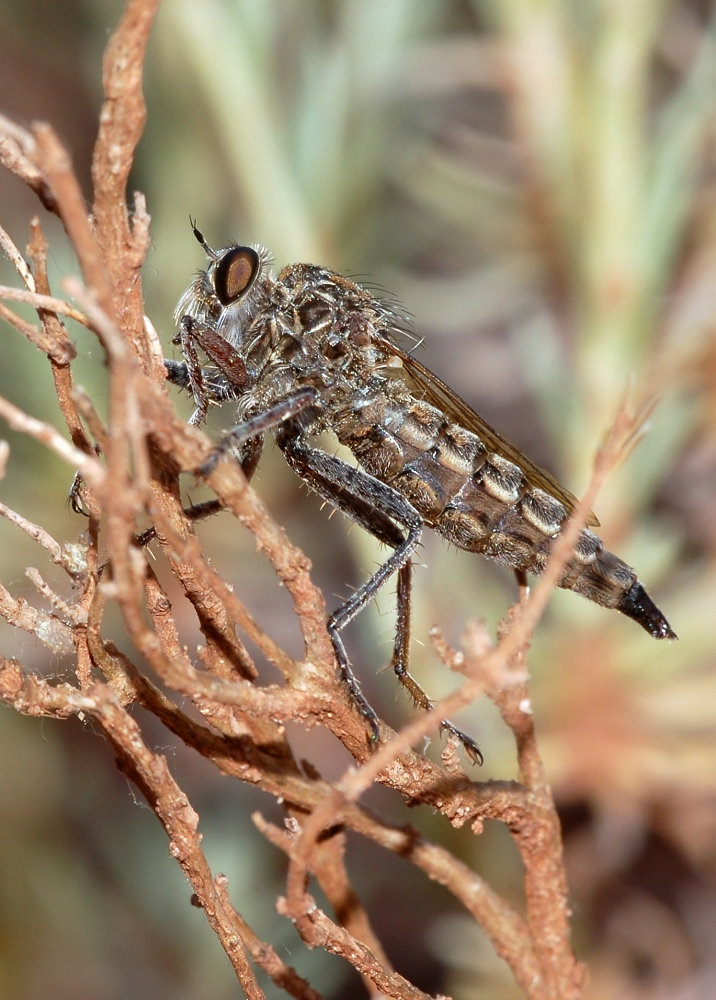
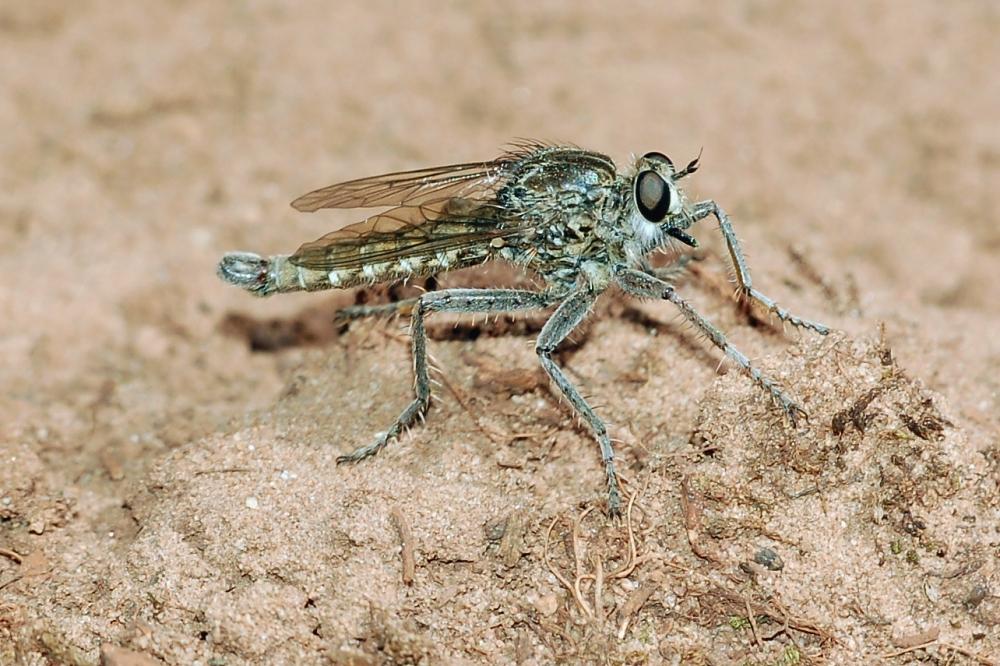
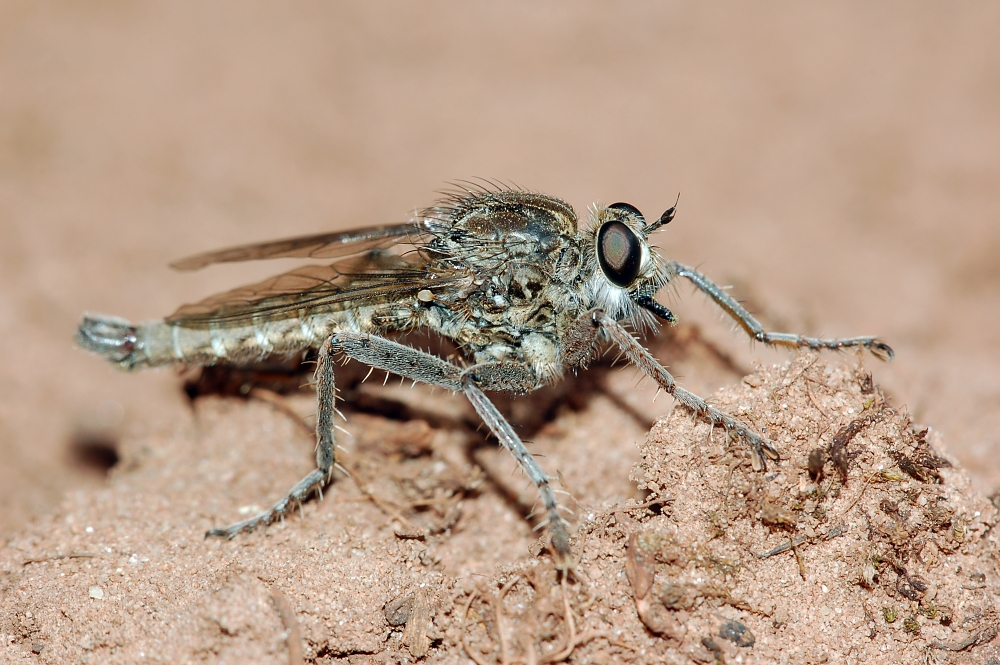
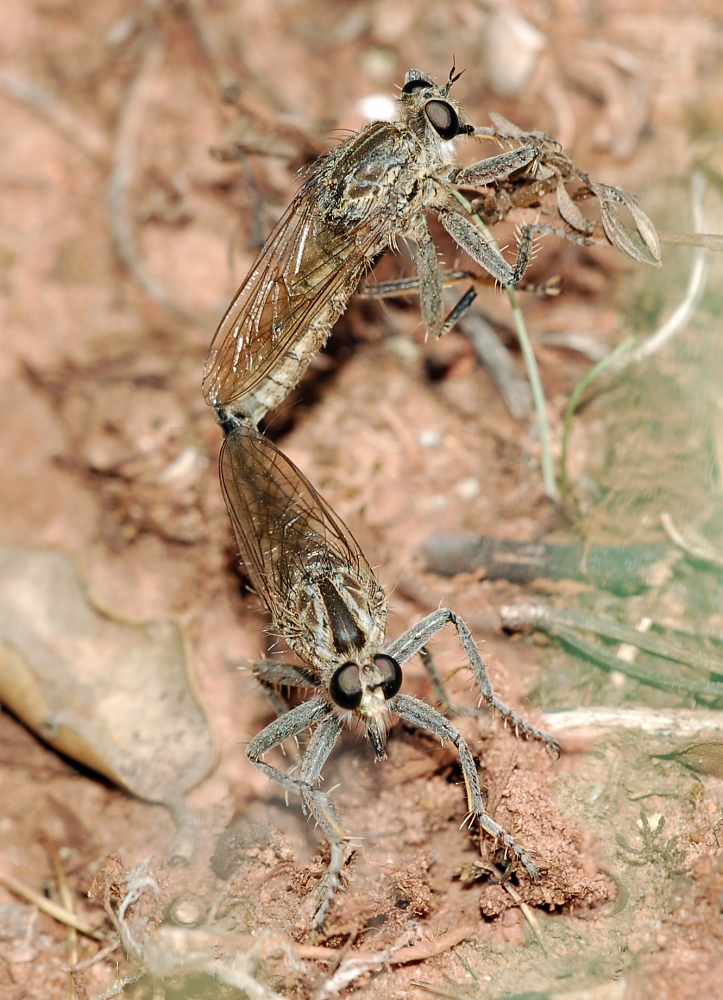